# Коппель, Хельди-Мелайне Оскаровна
Хельди-Мелайне Оскаровна Коппель (1935, Эстония) — новатор производства, заведующая фермы колхоза «Каркс» Вильяндиского района Эстонской ССР. Член Центральной Ревизионной Комиссии КПСС в 1986—1990 годах. Депутат Верховного Совета Эстонской ССР 11-го созыва. Депутат Верховного Совета СССР 7-го созыва. Герой Социалистического Труда (22.03.1966).

## Биография
Образование среднее специальное. В 1954 году окончила Вяймелаский зоотехникум Эстонской ССР.
В 1954—1955 годах — ветеринарный фельдшер Каркс-Нуйаской машинно-тракторной станции Вильяндиского района Эстонской ССР.
В 1955—1965 годах — зоотехник, в 1965—1979 годах — главный зоотехник колхоза «Каркс» Вильяндиского района Эстонской ССР.
Член КПСС с 1956 года.
С 1979 года — заведующий откормочного фермы — старший зоотехник колхоза «Каркс» Вильяндиского района Эстонской ССР.
Избиралась членом Комитета народного контроля Эстонской ССР.
Потом — на пенсии.

## Награды и звания
- Герой Социалистического Труда (22.03.1966)
- ордена Ленина (22.03.1966; 06.09.1973)
- медали
- заслуженный зоотехник Эстонской ССР